# Claude Thompson
Pour les articles homonymes, voir Thompson.
Claude Thompson est né à Trois-Rivières le 14 janvier 1927, a été ordonné prêtre en 1951, et mort le 20 février 2013 à l'âge de 86 ans. Son père, J.-Antonio Thompson, docteur en musique, compositeur, maître de chapelle, organiste et pédagogue, fut son premier maître.

## Biographie
Claude Thompson a complété ses études théologiques et musicales au cours de deux séjours à Rome où il a obtenu l'Angélicum une licence en théologie et de l'Institut pontifical de musique sacrée de nombreux diplômes en chant grégorien, en musicologie, en composition et en orgue. En 1970, le même institut lui décernait un doctorat en musique sacrée avec la mention « summa cum laude ». Au cours des étés 1955 et 1956, il fut l'élève, à Fontainebleau, de la grande musicienne française Nadia Boulanger.
Mû par une véritable vocation d'éducateur, Claude Thompson s'est surtout investi auprès des Petits Chanteurs de Trois-Rivières. En effet, dès son premier retour de Rome en 1956, on l'invitait à prendre la direction musicale d'un chœur d'enfants « Les Petits Chanteurs Trifluviens ». En 1966, en collaboration avec la Commission scolaire de Trois-Rivières, il fonde l'École des Petits Chanteurs de Trois-Rivières qui permettra désormais aux enfants membres de la chorale de recevoir dans une même institution une formation régulière du 2e cycle du primaire et une formation musicale comparable à celle qui se donne dans les grandes maîtrises européennes.
Tout en poursuivant son œuvre de musicien éducateur auprès des jeunes, Claude Thompson a également dispensé des cours d'Histoire de la musique au Conservatoire de musique de Trois-Rivières ainsi qu'à l'Université du Québec à Trois-Rivières.
Claude Thompson a composé une cinquantaine d'œuvres chorales diverses (messes, motets, etc.) sans compter des œuvres pour chœur et orchestre : « Cantate pour le 100e anniversaire du Séminaire Saint-Joseph de Trois-Rivières » (1960), « Cantate pour le 350e anniversaire de la ville de Trois-Rivières » (1984), un Magnificat à l'occasion du 35e anniversaire des Petits Chanteurs (1992), « Cantate pour une Université » à l'occasion du 25e anniversaire de l'Université du Québec à Trois-Rivières (1994), une messe d'action de grâces pour célébrer le 300e anniversaire des Ursulines à Trois-Rivières (1997) et un spectacle sons et lumières pour le Grand Jubilé de l'an 2000. Claude Thompson a aussi harmonisé un grand nombre de chants folkloriques québécois autant qu'étrangers.
À la direction des Petits Chanteurs de Trois-Rivières, Claude Thompson a mené cette maîtrise dans des tournées en Europe, aux États-Unis et au Canada dans différentes provinces. Il a dirigé les Petits Chanteurs de Trois-Rivières lors de plusieurs captations radiophoniques ainsi qu'à la télévision et les hautes performances de la maîtrise lui ont valu des critiques élogieuses de la part de nombreux connaisseurs. Il a réalisé une vingtaine de productions musicales sur disques et cassettes.
En 1983, il devenait le président-fondateur de la Fédération des Pueri Cantores du Québec affiliée à la fédération internationale.
Claude Thompson est désigné dans le recours collectif intenté contre le diocèse de Trois-Rivières pour des agressions sexuelles. Les faits allégués concernent un enfant de 11 ans à l'époque, entre 1981 et 1983, à l’école des Petits Chanteurs.

## Distinctions et honneurs
Claude Thompson est récipiendaire de nombreuses décorations de la part d'organismes civils autant que religieux en reconnaissance de la qualité artistique qu’il manifeste à la direction des Petits Chanteurs de Trois-Rivières. 
- Chevalier des Arts et des Lettres (France, 1992)
- Ordre national du Québec, décerné par le gouvernement québécois (1995).

Les autorités ecclésiastiques ont aussi récompensé ses mérites en le nommant prélat d'honneur (Monseigneur).